# كازنلاك
كازنلاك (بالإنجليزية: Kazanlak)‏ هي مدينة من مدن بلغاريا تَقع في مقاطعة ستارا زاغورا في وسط بلغاريا، عند سَفح جبال البلقان في الطرف الشرقي من وادي روز. يبلغ عدد سكانها 47,325 نسمة، وذلك حسب إحصائيات سنة 2011. يبلغ ارتفاع المدينة عن سطح البحر قرابة 407 متر. وتبلغ مساحتها 36.067 كم². تُعتبر المدينة مركزاً لإستخراج زيت الورد وخاصةً زيت الوردة الدمشقية والذي يُعتبر من الرموز الوطنية الأكثر تميزاً.

## توأمة
لكازنلاك اتفاقيات توأمة مع كل من:
- الإسكندرية
- فيريا
- فوكوياما
- سانت اربلن
- الأقصر
- تولياتي (1 مارس 1995 - )
- Les Gras [الإنجليزية]‏
- ناجيكانيزسا
- كوتشاني

## أعلام
- دانييلا تودوروفا
- بيتر درينتشيف
- إيفو إيفانوف
- هريستو يانيف
- دانيل بيتروف

## وصلات خارجية
- الموقع الإلكتروني